# Teleborgs kyrka
Teleborgs kyrka är en kyrkobyggnad i Växjö i Växjö stift. Den är sedan 2014 församlingskyrka i Växjö stads- och domkyrkoförsamling.

## Kyrkobyggnaden
Kyrkan och församlingshem byggdes 1974 i stadsdelen Teleborg. Då kyrkan byggdes var den en distriktskyrka inom Domkyrkoförsamlingen, men från och med år 1995 blev Teleborgkyrkan en egen kyrka. Kyrkan är uppförd i  modernistisk arkitektur  med associationer exteriört till en medeltida kyrka med sina vita murar och branta tak. Kyrkans  arkitekt var Bent Jörgen Jörgensen. Invigningen förrättades lördagen före första advent 1974 av biskop Sven Lindegård.
Kyrkan består av ett långhus samt ett  raktslutande  kor  beläget  i öster. Sakristian är uppförd i söder i anslutning till koret. Huvudingången är belägen i väster. Väster om kyrkan är klockstapeln belägen. Dess tak påminner om de gamla klockstaplarnas takkonstruktion med korsade sadeltak. 
Interiören präglas av den öppna bänkinredningen, sidogångarnas pelarrader samt det låga trätaket som försänkts under den öppna takstolen.

## Inventarier
- Fristående murat altare med skiva av diabas
- Altarprydnad i form av ett glaskors  bestående av glasprismor utfört på Gullaskrufs glasbruk
- Flyttbara knäfall som ersätter altarring
- Processionskrucifix
- Dopfunt
- Väggbonad vid dopfunten
- Låg predikstol
- Öppen bänkinredning
- Ljusbärare

## Bildgalleri

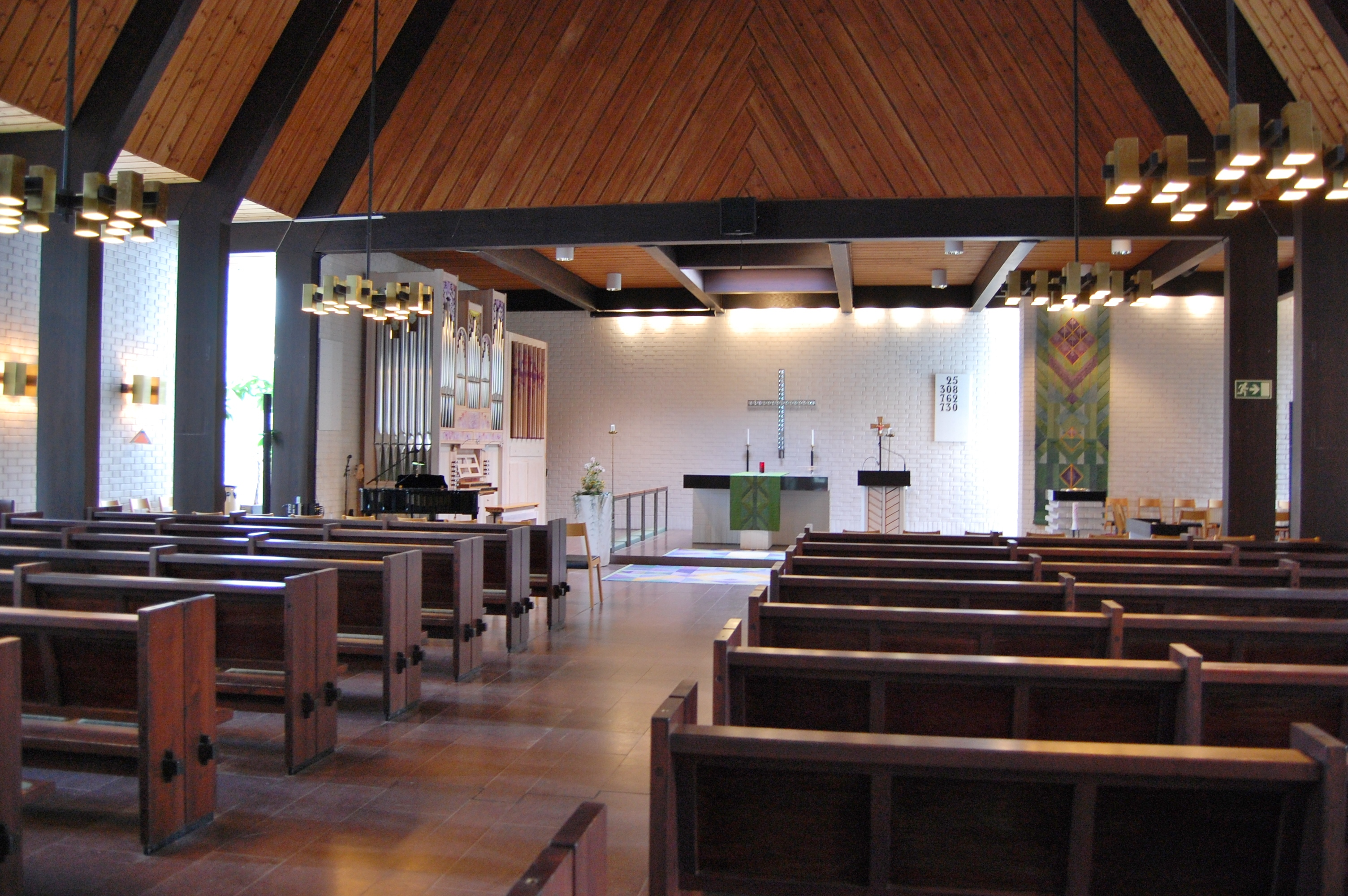
Interiör mot öster
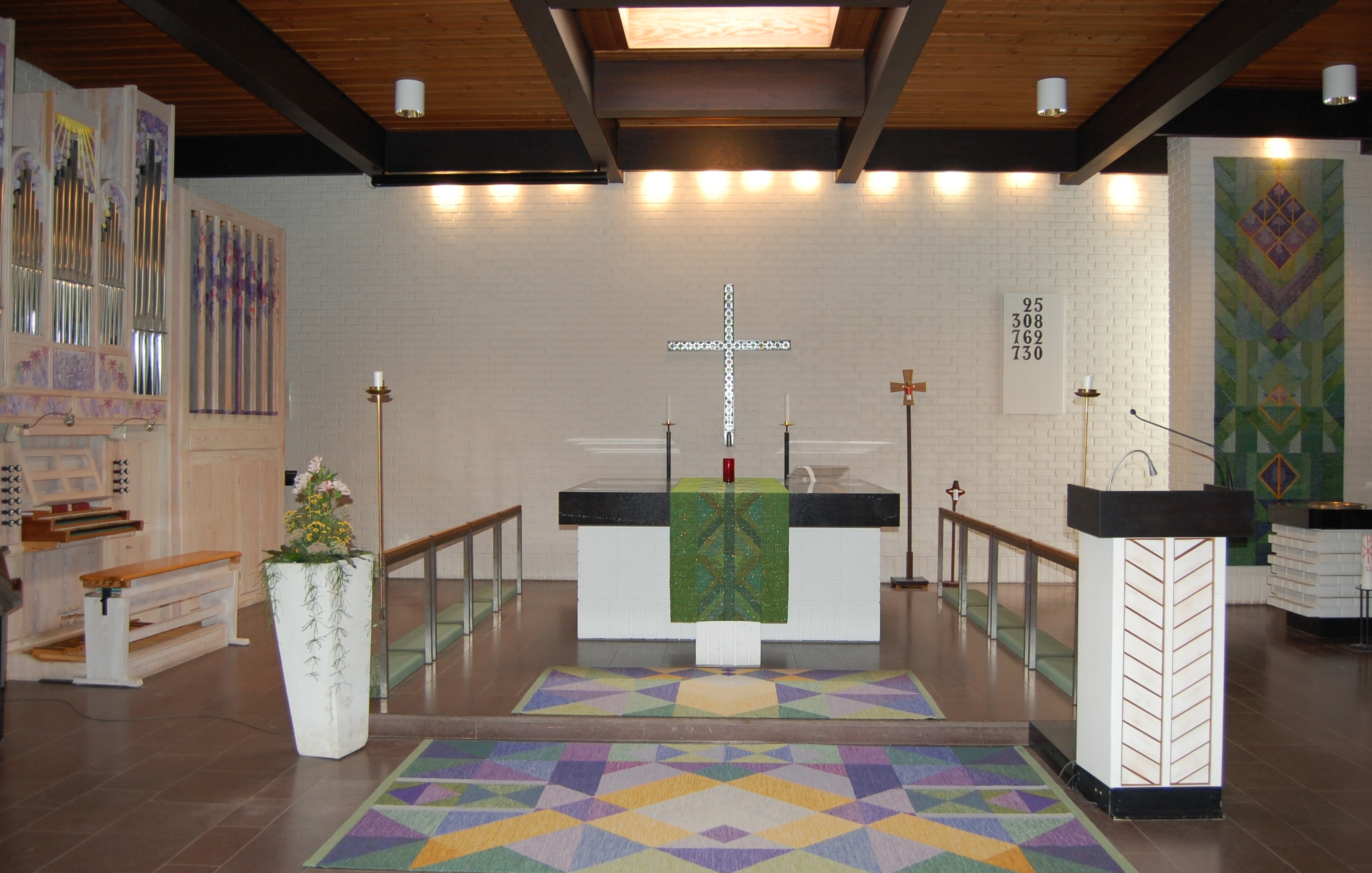
Koret
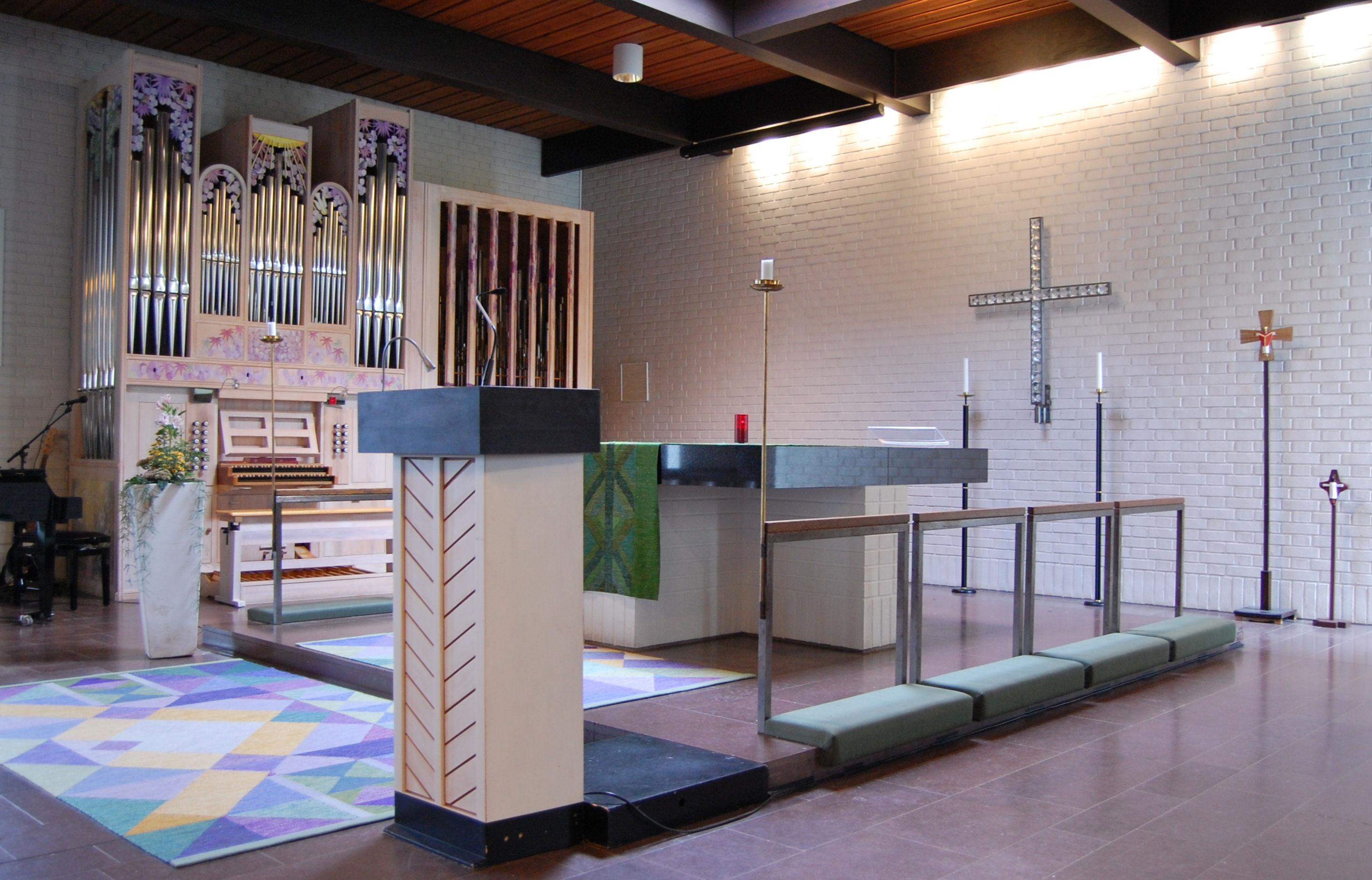
Predikstolen, altaret och orgeln
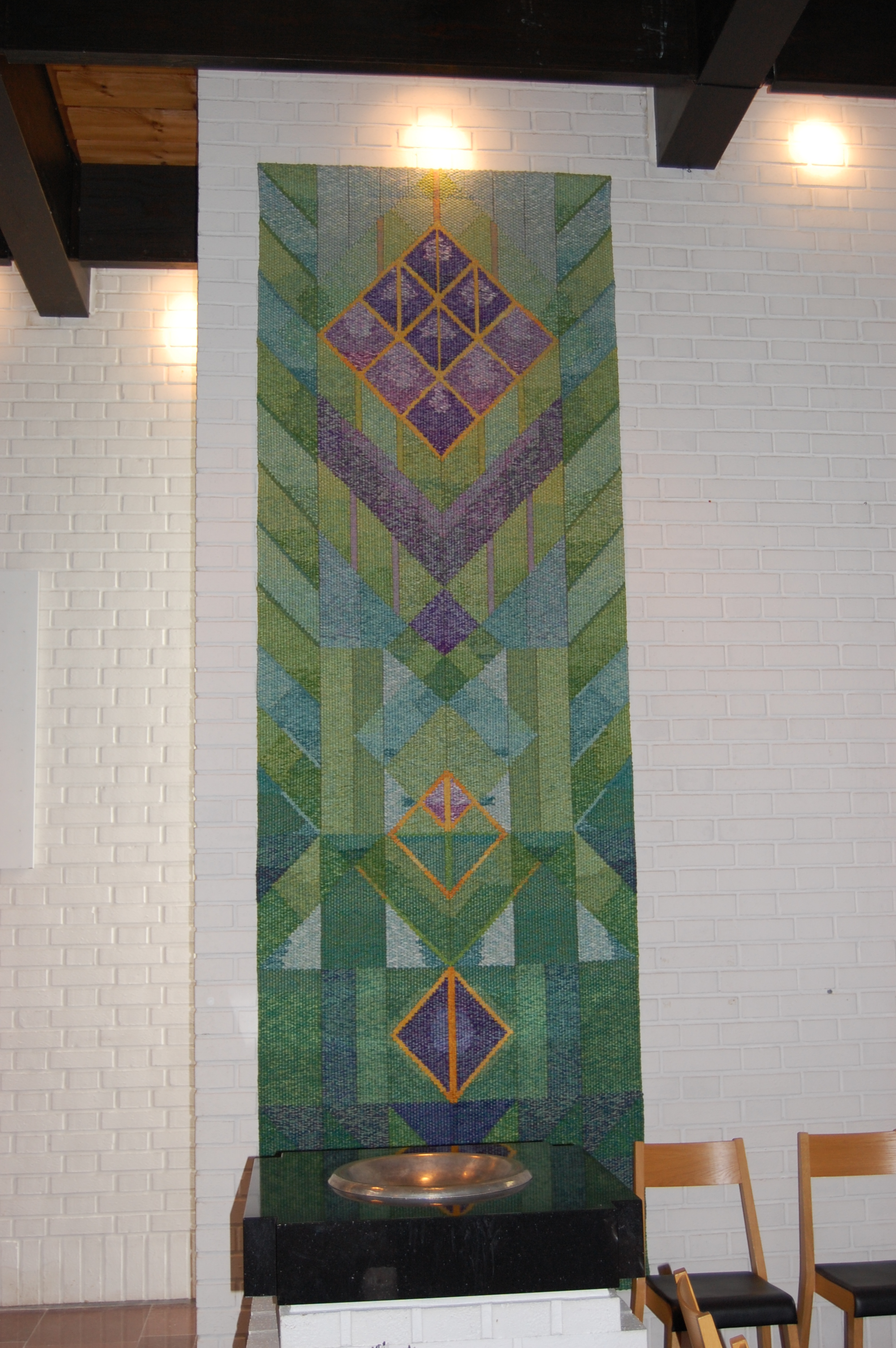
Dopfunten
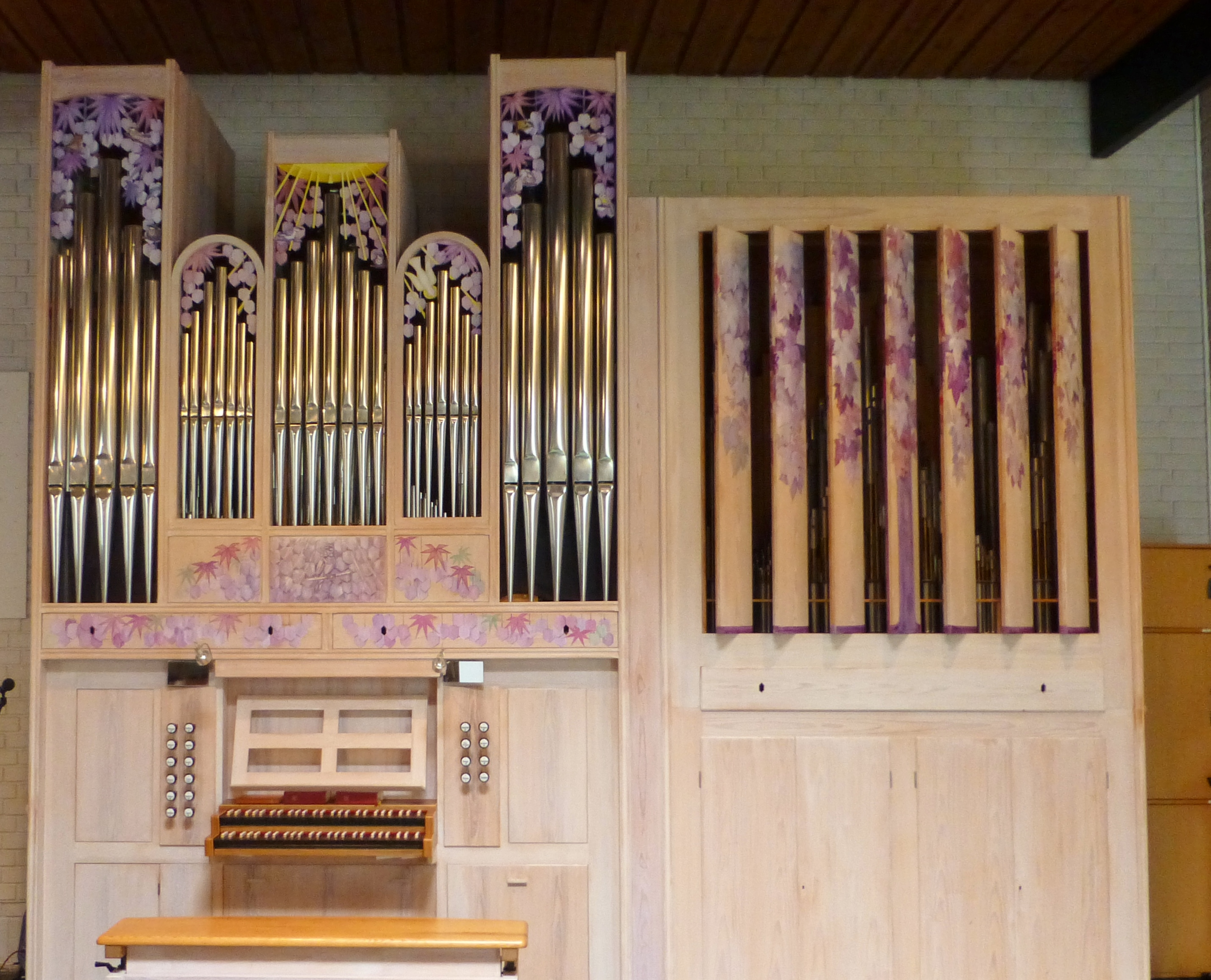
Orgeln
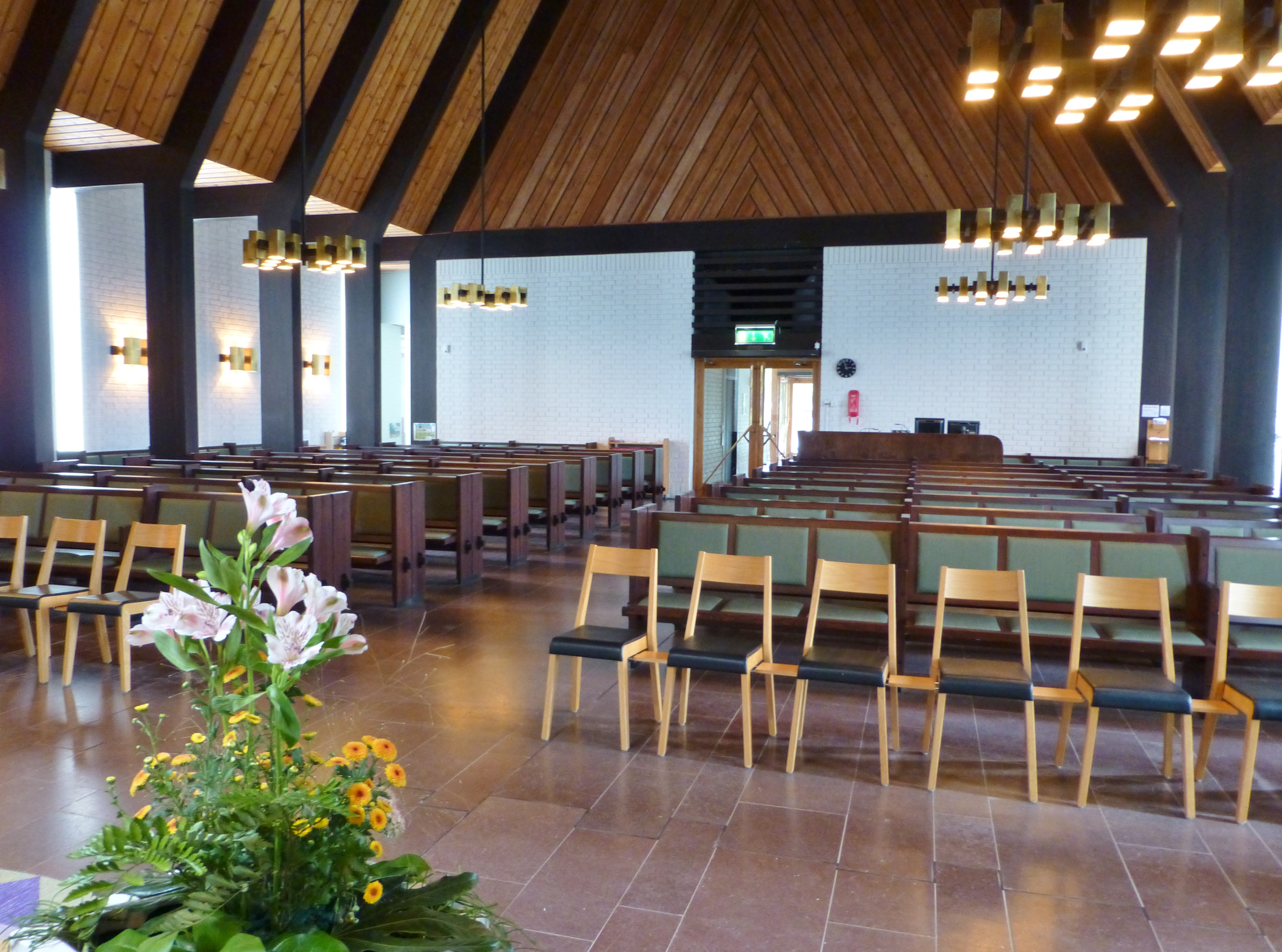
Kyrkorummet mot väster
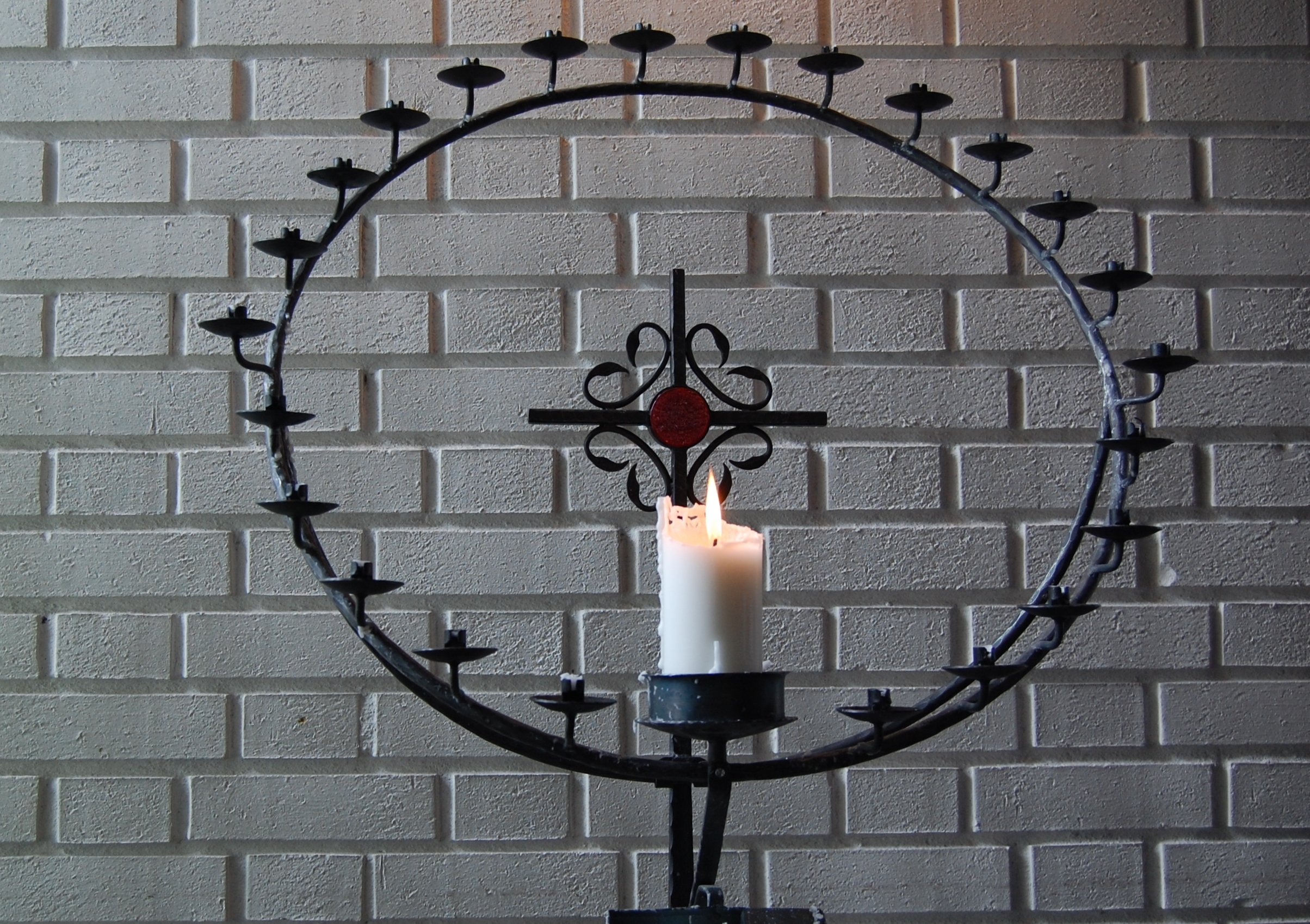
Ljusbärare

## Orgel
1976 byggdes den första orgeln av Nils-Olof Berg, Nye. Orgeln är mekanisk och har en ny fasad.
| Huvudverk I      | Ryggpositiv II | Pedal      | Koppel |
| Blockflöjt 8´    | Rörflöjt 8´    | Subbas 16´ | I/P    |
| Principal 4´     | Spetsflöjt 4´  | Gedackt 8´ | II/P   |
| Gedakt 4´        | Principal 2´   |            | II/I   |
| Alikvot I 1'     | Tertian II     |            |        |
| Alikvot II 2/3'  | Tremulant      |            |        |
| Alikvot III 1/2' |                |            |        |

- Den ersattes senare av en Thür-orgel med orgelfront av Gunvor Westelius.